# Everything Went Black
Everything Went Black. es un álbum recopilatorio de la banda de hardcore punk estadounidense Black Flag, publicado en 1982 a través de SST Records. La recopilación consta de grabaciones previas a que Henry Rollins formara parte de la banda en 1981. Inicialmente el disco fue lanzado sin el nombre de la banda en la portada, debido a la demanda que MCA/Unicorn le había puesto a la banda. Sin embargo los nombres de los integrantes si aparecían en los primeros lanzamientos.

## Lista de canciones
Todas las canciones compuestas por Greg Ginn, excepto donde se indique lo contrario.

### Lado A

#### Keith Morris – vocalista
1. "Gimmie Gimmie Gimmie" – 2:00
2. "I Don't Care" (Morris, Ginn) – 0:58
3. "White Minority" – 1:09
4. "No Values" – 1:58
5. "Revenge" – 1:01
6. "Depression" – 2:07
7. "Clocked In" – 1:29
8. "Police Story" – 1:30
9. "Wasted" (Morris, Ginn) – 0:42

### Lado B

#### Ron Reyes – vocalista
1. "Gimmie Gimmie Gimmie" – 1:40
2. "Depression" – 2:40
3. "Police Story" – 1:33
4. "Clocked In" – 1:36
5. "My Rules" – 0:58

#### Dez Cadena - vocalista
1. "Jealous Again" – 2:24
2. "Police Story" – 1:36
3. "Damaged I" (Ginn, Cadena) – 2:05
4. "Louie Louie" (Richard Berry) – 1:27

### Lado C

#### Dez Cadena – vocalista
1. "No More" (Dukowski) – 3:00
2. "Room 13" (Ginn, Medea) – 2:08
3. "Depression" – 2:40
4. "Damaged II" (Ginn, Cadena) – 4:13
5. "Padded Cell" (Ginn, Dukowski) – 1:53
6. "Gimmie Gimmie Gimmie" – 1:48

### Lado D
1. "Crass Commercialism" (Black Flag) – 17:34

(nota: Crass Commercialism no es una canción, sino una colección de anuncios radiales para los shows de Black Flag.)

## Créditos
- Keith Morris (acreditado como "Johnny Bob Goldstein") – voz en pistas 1 a 9
- Ron Reyes (acreditado como "Chavo Pederast") – voz en pistas 10 a 14
- Dez Cadena – voz en pistas 15 a 24
- Greg Ginn – guitarra
- Chuck Dukowski – bajo
- Brian Migdol – batería en pistas 1 a 4
- Robo – batería en pistas 5 a 24